# Lyrodus
Lyrodus is een geslacht van tweekleppigen uit de familie van de Teredinidae. De wetenschappelijke naam ervan werd in 1870 voor het eerst geldig gepubliceerd door John Gould.

## Soorten
- Lyrodus affinis (Deshayes, 1863)
- Lyrodus auresleporis Munari, 1975
- Lyrodus bipartitus (Jeffreys, 1860)
- Lyrodus dicroa (Roch, 1929)
- Lyrodus floridanus (Bartsch, 1922)
- Lyrodus massa (Lamy, 1923)
- Lyrodus medilobatus (Edmonson, 1942)
- Lyrodus mersinensis Borges & Merckelbach, 2018
- Lyrodus pedicellatus (Quatrefages, 1849)
- Lyrodus takanoshimensis (Roch, 1929)
- Lyrodus turnerae MacIntosh, 2012